# Benjamín Ávila
Benjamín Ávila (né en 1972 à Buenos Aires) est un monteur, scénariste et réalisateur argentin.

## Biographie
Benjamín Ávila s'est formé dans les différents métiers liés au cinéma à l'Université de Buenos Aires. Il assure le montage pour Tan de repente de Diego Lerman en 2002. En 2004, il réalise un long documentaire Nietos, très marquée par son expérience personnelle. Enfance clandestine (2011), sa première fiction, co-produite avec Tània Balló Colell, en constitue un prolongement : située dans l'Argentine de la fin des années 1970, le film revêt un caractère nettement politique et autobiographique. Enfance clandestine a reçu le prix de "Best Narrative" en 2013 au Festival International d'Arlington (AIFF), aux États-Unis.

## Filmographie

### Comme réalisateur
- 2003 : La gotera (court métrage)
- 2004 : Nietos (Identitad y memorial) (documentaire)
- 2011 : Veo Veo (court métrage)
- 2011 : Enfance clandestine (Infancia clandestina)